# Major Vieira
Major Vieira este un oraș în Santa Catarina (SC), Brazilia.